# ليلما أحمدي
لَيلُما أحمدي (1964) محترفة إعلامية وسياسية أفغانية. كانت عضوًا في مجلس الشيوخ الأفغاني قبل سقوط كابل في 15 أغسطس 2021.

## سيرتها
هي لَيلُما بنت محمد أحمدي. ولدت سنة 1964 م / 1384 هـ في كابل ونشأت بها في عائلة أصلها من ولاية بنجشير. درست الإعلام في معهد كابول الفني وتخرجت سنة 1981، ثم واصلت تحصيلها بعد 2002 حتى حصلت على ليسانس علوم سياسية سنة 2014.

منذ عام 1981، عملت مديرة فنية وصحفية ومذيعة ومبرمجة ومديرة البرامج الإذاعية والتلفزيونية، وهي أول رئيسة تحرير لمجلة يوم المرأة، وموظفة في المكتب الصحفي الرئاسي، وهي عضوة في مجلس أفغانستان للاستشارات السلمية وعضوة في اللويا جيرغا التقليدية. لقبت بـ«شايَستَة» (لائقة) في مهنتها الإعلامية. عينت عضوا في مجلس الشيوخ الأفغاني فعملت في الهيئات المختصة ووكيلة لجنة التربية والثقافة والتعليم العالي والبحث العلمي.